# João Dias
João Dias là một đô thị thuộc bang Rio Grande do Norte, Brasil. Đô thị này có diện tích 88,173 km², dân số năm 2007 là 2553 người, mật độ 29 người/km².